# Кармасанский сельсовет
Кармасанский сельсовет — муниципальное образование в Уфимском районе Башкортостана.
Административный центр — село Кармасан.

## История
Согласно Закону о границах, статусе и административных центрах муниципальных образований в Республике Башкортостан имеет статус сельского поселения.

## Население
| 2002  | 2009  | 2010  | 2012  | 2013  | 2014  | 2015  |
| ----- | ----- | ----- | ----- | ----- | ----- | ----- |
| 1042  | ↗1218 | ↗1220 | ↘1198 | ↘1184 | ↘1170 | ↘1165 |
| 2016  | 2017  | 2018  |       |       |       |       |
| ↘1155 | ↘1154 | ↘1149 |       |       |       |       |

## Состав сельского поселения
| № | Населённый пункт | Тип населённого пункта       | Население |
| - | ---------------- | ---------------------------- | --------- |
| 1 | Кармасан         | село, административный центр | ↘706      |
| 2 | Асаново          | село                         | ↗427      |
| 3 | Юлушево          | деревня                      | ↗87       |